# Базиліка Сан-Марино
Бази́ліка Сан-Мари́но (італ. Basilica minore di San Marino diacono) — головний храм міста Сан-Марино. Присвячений покровителеві міста і держави святому Марину. Базиліка виконана в стилі неокласицизму, з портиком з восьми коринфських колон. На фронтоні, над колонами, написано «лат. DIVO MARINO PATRONO ET LIBERTATIS AUCTORI SEN. PQ» — «Святому Марину, покровителю, принісшому свободу. Сенат і народ».
У 2008 р. разом з історичним центром Сан-Марино включене до списку Всесвітньої спадщини.
Базиліка зображена на десятицентовій монеті карбування Сан-Марино.
Інтер'єр базиліки складається з трьох нефів, утворених шістнадцятьма колонами, що стоять півколом в апсиді. На головному вівтарі стоїть статуя святого Марина роботи учня Канови, Адамо Тадоліні. Під вівтарем зберігається частина мощів святого Марина, виявлених в 1586 р.. Інша частина в 1595 р. була передана в Далмацію, на острів Раб, місце його народження. У соборі також знаходиться «Трон регента», зроблений в 1600-х рр..

## Історія
- На місці, де зараз знаходиться базиліка, з IV століття стояла церква з баптистерієм (П'єве), присвячена святому Марину. Перша згадка про неї відноситься до 530 року.
- З 1113 р. вона згадується як «церква святого Марина».
- До 1800-х років церква настільки занепала, що в 1807 р. довелося її знести і почати будівництво базиліки, для чого в Сан-Марино був запрошений болонський архітектор Акілле Серра. 24 липня 1825 р. Генеральна рада Сан-Марино ухвалила рішення про будівництво нової церкви на місці старої.
- Будівництво розпочалося 28 липня 1826 р. і тривало до 1838 р..
- 5 лютого 1838 р. церква була освячена єпископом Монтефельтро Кріспіном Агостінуччі в присутності двох капітанів-регентів Сан-Марино.
- 21 липня 1926 р. Папа Римський Пій XI надав їй статус малої базиліки.
- 29 серпня 1982 р. цю базиліку відвідав Папа Римський Іван-Павло II, вклонитися мощам святого Марина.

## Галерея

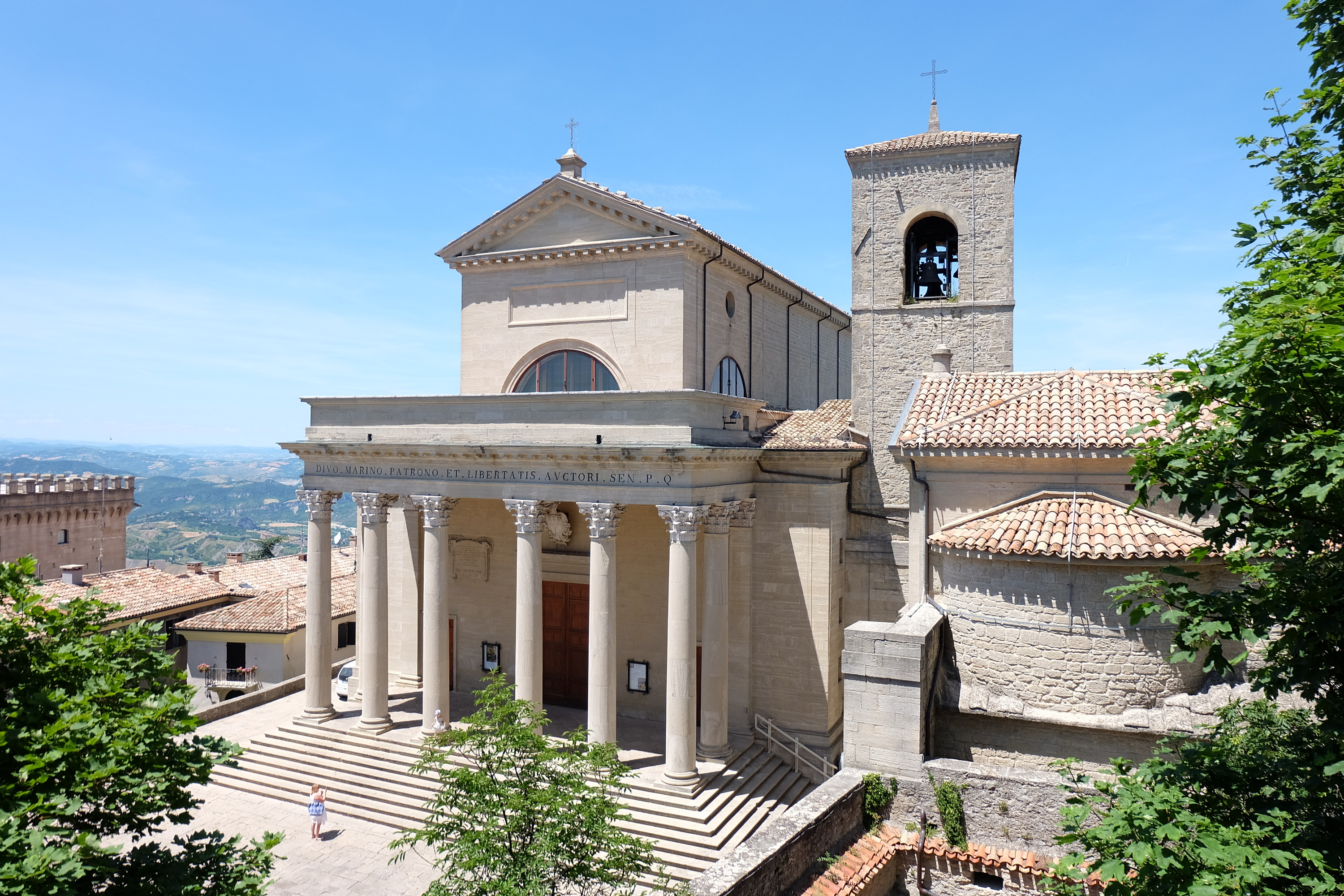
Базиліка Сан-Марино
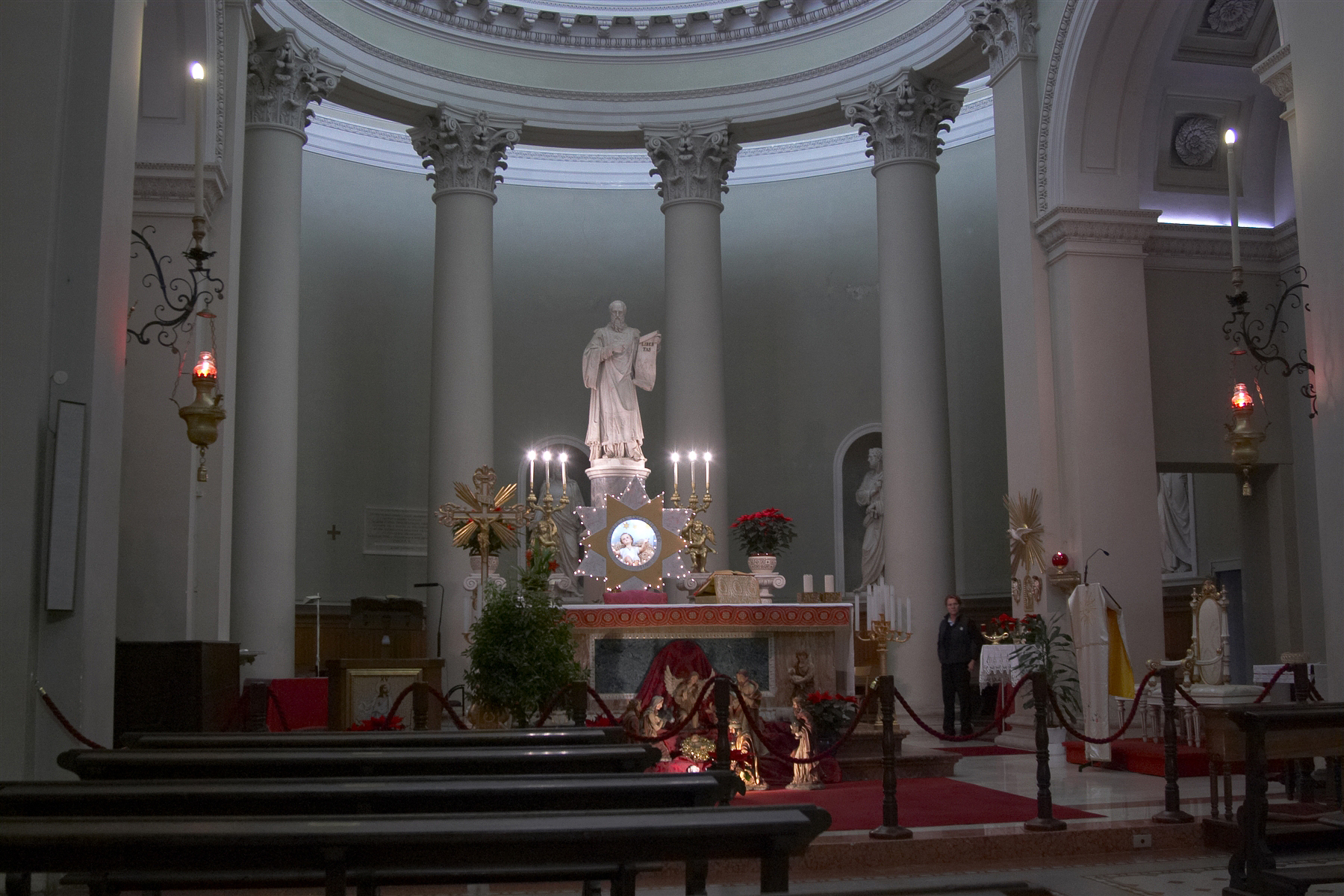
Всередині собору